# 白金宮
白金座株式会社（しろかねざ）は、日本の制作プロダクション。2018年11月27日に会社名を「白金宮」から現在の社名に変更する。

## 概要
写真家今井壽惠の弟子らによる広告制作業が主軸となっている。録音スタジオの運営も行っている。
ブランディング事業の一環として、音声収録スタジオのウォークスオペラスタジオを運営している。なお本スタジオは東京都練馬区と長野県松本市にあるが、出演者の防犯面を考慮し住所は非公開。